# Xenia Goodwin
Xenia Goodwin (Sydney, 7 febbraio 1994) è un'attrice e ballerina australiana molto famosa per aver interpretato Tara Webster nella serie Dance Academy.

## Biografia
Xenia Goodwin è nata il 7 febbraio 1994 a Sydney, in Australia.
Ha studiato danza alla Tanya Pearson Classical Coaching Academy e alla Valerie Jenkins Academy of Ballet. Nel 2010 viene scelta per interpretare il personaggio di Tara Webster nella serie televisiva Dance Academy, il suo primo ruolo come attrice.
Nel 2011 ha recitato come guest star nella serie The Jesters. Nel 2017 è tornata ad interpretare il ruolo di Tara Webster nel film Dance Academy - Il ritorno, sequel della serie televisiva Dance Academy.

## Filmografia
- Dance Academy (Dance Academy) (2010-2013) Serie televisiva
- The Jesters, nell'episodio "The Fallout" (2011)
- You Cut, I Choose (2014) Cortometraggio
- Winter (2015) Miniserie televisiva
- The Bard (2017) Cortometraggio
- Dance Academy - Il ritorno (Dance Academy: The Movie) (2017)